# DeObia Oparei
DeObia Oparei, es un actor británico conocido por su papel como Gunner en Pirates of the Caribbean: On Stranger Tides y como Thundarian en Your Highness.

## Carrera
La carrera de actuación de Oparei incluyó papeles menores en series de televisión en el año 1990. Pasó la mitad de 1990 como bailarín, artista de la calle, estríper, actor, escritor y travestí en Sídney. 
Regresó a Reino Unido a finales de los '90, y fue elegido en su mayor papel como Le Chocolate ne Moulin Rouge! en 2001.
Escribió una obra, Crazyblackmuthafuckin'self, que fue estrenada en 2002, Oparei también actuó en la obra.
En 2017 apareció como invitado en e cuarto episodio de la primera temporada de la serie Emerald City donde dio vida a Sullivan, el guardián de la bruja malvada del Este.

## Vida personal
El 5 de junio de 2020, se declaró gay en Instagram.

## Filmografía

### Cine
| Año  | Título                                      | Rol                               | Notas                                         |
| ---- | ------------------------------------------- | --------------------------------- | --------------------------------------------- |
| 1992 | Alien 3                                     | Arthur                            |                                               |
| 1998 | Dark City                                   | Pasajero del tren                 |                                               |
| 2001 | Moulin Rouge!                               | Le Chocolat                       |                                               |
| 2002 | Dirty Pretty Things                         | Conductor de mini taxi            |                                               |
| 2002 | The Four Feathers                           | Idris-Es-Saier                    |                                               |
| 2003 | The Foreigner                               | Richard                           |                                               |
| 2004 | Thunderbirds                                | Mullion                           |                                               |
| 2005 | 7 Seconds                                   | Spanky                            | Directo a video; Acreditado como Dhobi Oparei |
| 2005 | Doom                                        | Sargento Gannon "Destroyer" Roark |                                               |
| 2009 | Thick as Thieves                            | Rawls                             |                                               |
| 2009 | Green Street 2: Stand Your Ground           | Derrick Jackson                   | Directo a video                               |
| 2010 | Sr. Nice                                    | Tee Bone Taylor                   |                                               |
| 2010 | Death Race 2                                | Big Bill                          |                                               |
| 2010 | The Presence                                | Woodsman                          |                                               |
| 2011 | Your Highness                               | Thundarian                        |                                               |
| 2011 | Pirates of the Caribbean: On Stranger Tides | Gunner                            |                                               |
| 2012 | Dredd                                       | TJ the Paramedic                  |                                               |
| 2013 | Tula: The Revolt                            | Hacha                             |                                               |
| 2016 | Independence Day: Resurgence                | Dikembe Umbutu                    |                                               |
| 2019 | Dumbo                                       | Rongo                             |                                               |
| 2019 | Jumanji: The Next Level                     | Gromm                             | Acreditado como DeObia Oparei                 |
| 2021 | Wrath of Man                                | Brad                              |                                               |
| 2022 | The Gray Man                                |                                   | Posproducción                                 |

### Televisión
| Año       | Título              | Rol           | Notes                                                 |
| --------- | ------------------- | ------------- | ----------------------------------------------------- |
| 1990      | Blood Rights        | Winston       |                                                       |
| 1990      | Medics              | King          | Episodio: "Iraj"                                      |
| 1992      | Between the Lines   | Ruby          | Episodio: "Nothing Personal"                          |
| 1993      | Minder              | Winston       | Episodio: "Cars and Pints and Pains"                  |
| 1998      | Wildside            | Bernice       |                                                       |
| 1998      | Trial & Retribution | DC Palmer     |                                                       |
| 2002      | Holby City          | Dave Whellan  | Episodio: "Hearts and Minds"                          |
| 2015      | Proof               | Sr. Oumandi   | 2 episodios                                           |
| 2015–2016 | Game of Thrones     | Areo Hotah    | 6 episodios                                           |
| 2017      | Emerald City        | Sullivan      | Episodio: "Mistress - New - Mistress"                 |
| 2017      | Santa Clarita Diet  | Loki Hayes    | 2 episodios                                           |
| 2017      | The Orville         | Capitán Vorak | Episodio: "About a Girl"                              |
| 2019      | Sex Education       | Sr. Effiong   |                                                       |
| 2021      | Loki                | Boastful Loki | Episodios: "The Nexus Event" y "Journey into Mystery" |